# Чемпионат мира по стрельбе 1910
Чемпионат мира по стрельбе 1910 года прошёл в Лосдёйнене (Нидерланды).

## Общий медальный зачёт
| Место | Страна    | Золото | Серебро | Бронза | Всего |
| ----- | --------- | ------ | ------- | ------ | ----- |
| 1     | Швейцария | 4      | 3       | 1      | 8     |
| 2     | Бельгия   | 2      | 0       | 5      | 7     |
| 3     | Франция   | 1      | 1       | 0      | 2     |
| 4     | Германия  | 0      | 2       | 1      | 3     |
| 5     | Италия    | 0      | 1       | 0      | 2     |

## Медалисты
| Дисциплина                                    | Золото                                                                                              | Серебро                                                                                           | Бронза                                                                                         |
| --------------------------------------------- | --------------------------------------------------------------------------------------------------- | ------------------------------------------------------------------------------------------------- | ---------------------------------------------------------------------------------------------- |
| Винтовка с трёх позиций, 300 метров           | Жан Рейш                                                                                            | Конрад Штеели                                                                                     | Шарль Помье дю Верже                                                                           |
| Винтовка с трёх позиций, 300 метров (команды) | Швейцария · Эрнст Штумпф · Жан Рейш · Марсель Мейер де Штадельхофен · Каспар Видмер · Конрад Штеели | Франция · Юссон · Альбер Куркен · Леон Жонсон · Андре Парментье · Ахилл Парош                     | Бельгия · Пауль ван Асбрук · Жюль Бюри · Шарль Помье дю Верже · Шарль Шеирлинк · Анри Совё Фил |
| Винтовка лёжа, 300 метров                     | Ахилл Парош                                                                                         | Жан Рейш                                                                                          | Шарль Помье дю Верже                                                                           |
| Винтовка с колена, 300 метров                 | Конрад Штеели                                                                                       | Каспар Видмер                                                                                     | Жан Рейш                                                                                       |
| Винтовка стоя, 300 метров                     | Жан Рейш                                                                                            | Эмиль Пахмайер                                                                                    | Шарль Помье дю Верже                                                                           |
| Произвольный пистолет, 50 метров              | Пауль ван Асбрук                                                                                    | Эдуард Эрихт                                                                                      | Шарль Помье дю Верже                                                                           |
| Произвольный пистолет, 50 метров (команды)    | Бельгия · Рене Энглебер · Шарль Помье дю Верже · Пауль ван Асбрук · Норбер ван Молль · А.Вюллеман   | Италия · Раффаэле Фраска · Джузеппе Муззино · Авентино Ригини · Риккардо Тикки · Карло Верчеллоне | Германия · Герхард Бок · Рихард Фишер · Эдуард Эрихт · Эдуард Шмайссер · Йоахим Фогель         |